# Bonneval (Savoie)
Bonneval is een plaats en voormalige gemeente in het Franse departement Savoie in de regio Auvergne-Rhône-Alpes en telt 109 inwoners (2009). De plaats maakt deel uit van het arrondissement Albertville.

## Geschiedenis
Bonneval en Feissons-sur-Isère gingen op 1 januari 2019 op in de gemeente La Léchère, die daarmee de status van commune nouvelle kreeg.

## Geografie
De oppervlakte van Bonneval bedraagt 21,0 km², de bevolkingsdichtheid is dus 5,2 inwoners per km².
De onderstaande kaart toont de ligging van Bonneval (Savoie) met de belangrijkste infrastructuur en aangrenzende gemeenten.

## Demografie
Onderstaande figuur toont het verloop van het inwonertal (bron: INSEE-tellingen).